# Emma McClarkin

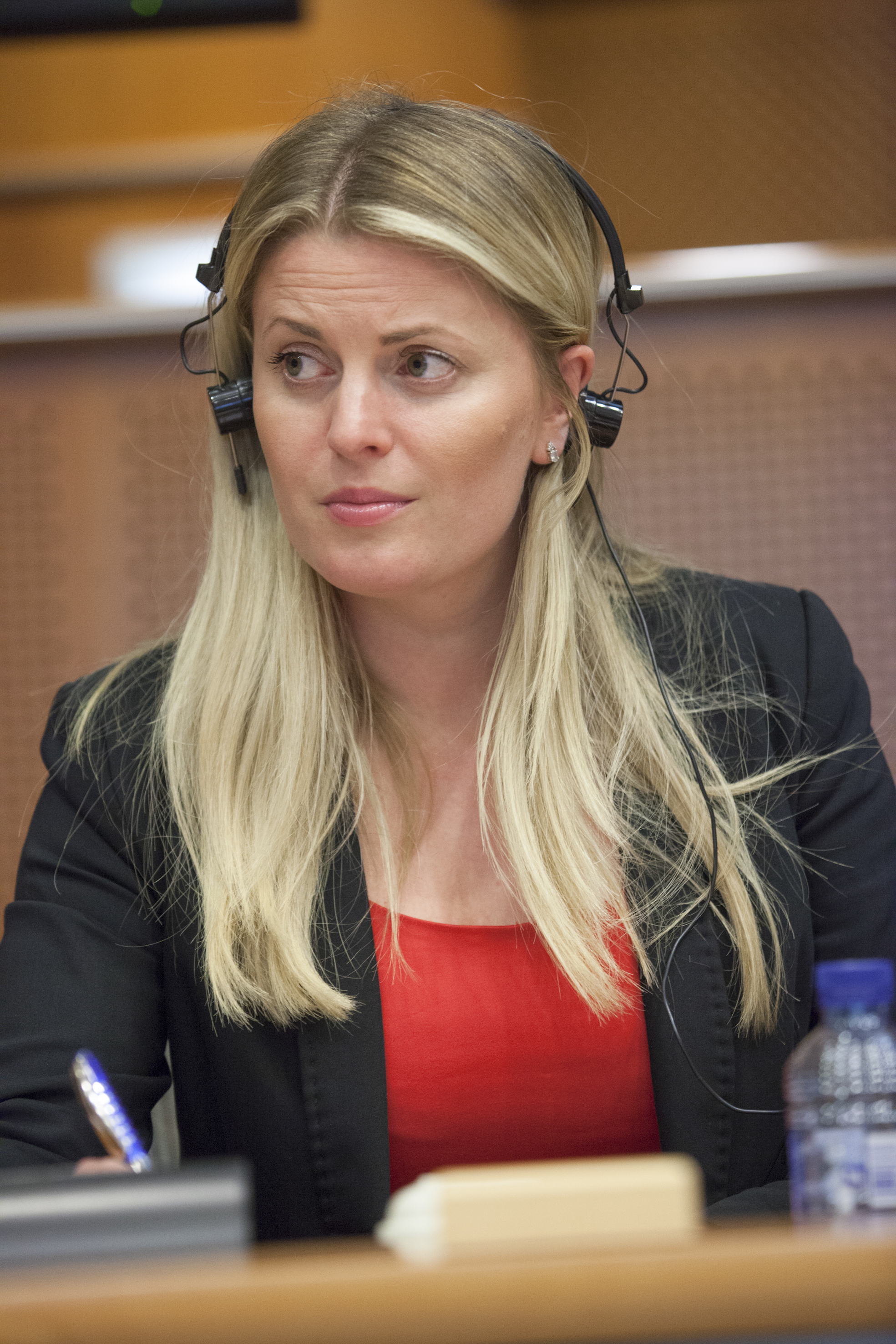
Emma McClarkin em 2012

Emma McClarkin (nascida em 9 de outubro de 1978), é uma política do Partido Conservador britânico que foi membro do Parlamento Europeu para a região de East Midlands de 2009 a 2019.
Ela foi eleita pela primeira vez em 2009 e reeleita em 2014.  Ela era uma porta-voz do comércio internacional do Partido Conservador.

## Carreira
McClarkin trabalhou como executiva de relações governamentais para a Rugby Football Union.
Em maio de 2009, McClarkin foi um dos cinco candidatos eleitos para o Parlamento Europeu pela região de East Midlands. Ela era naquela época o membro eleito mais jovem.
Ela fez parte de várias comissões e delegações do Parlamento Europeu, incluindo a Comissão do Comércio Internacional, a Comissão da Cultura e da Educação e a Delegação para as Relações com os Estados Unidos.
Em setembro de 2019, McClarkin foi nomeada presidente-executivo da British Beer and Pub Association (BBPA).
 